# Rue des Dames (Paris)
Pour les articles homonymes, voir Rue des Dames.
La rue des Dames est une voie située dans le quartier des Batignolles du 17e arrondissement de Paris.

## Situation et accès
La rue des Dames, située dans le quartier des Batignolles, débute au no 25, avenue de Clichy et se termine au no 12, rue de Lévis
Elle est desservie par les lignes 2, 3 et 13 aux stations Villiers, Rome, et Place de Clichy.

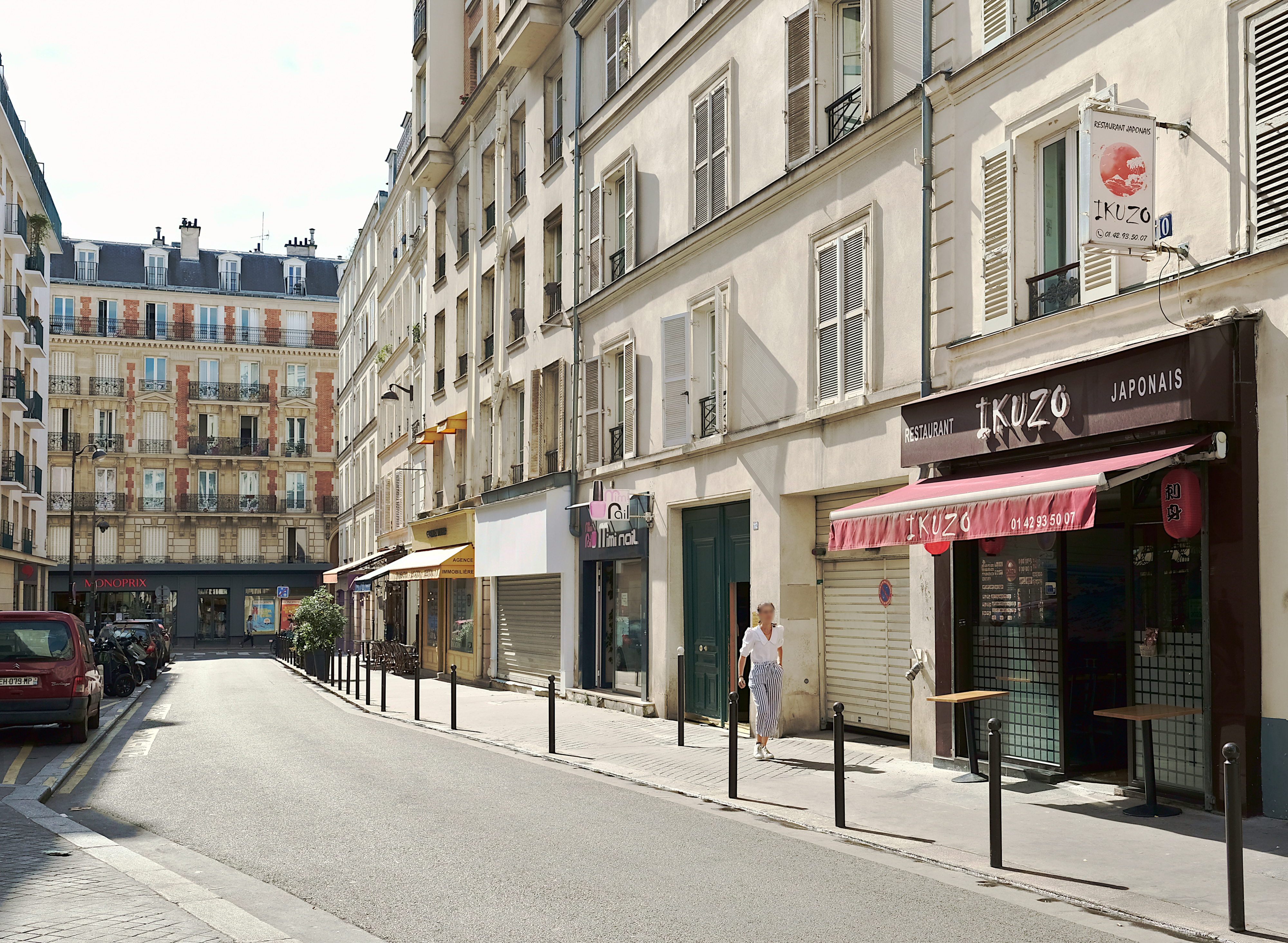
La rue des Dames en direction de la rue de Lévis.
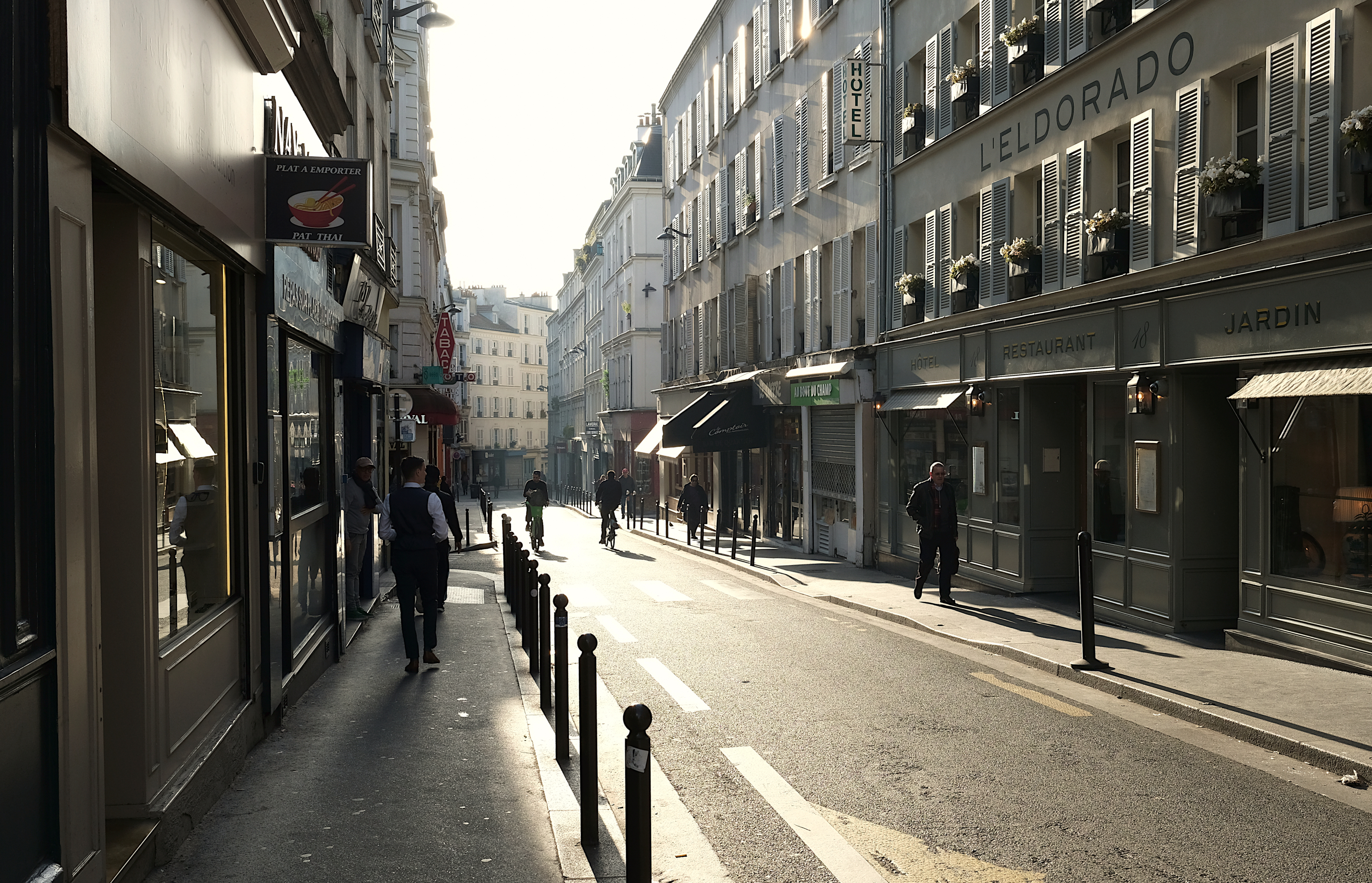
La rue des Dames à proximité de l'avenue de Clichy.

## Origine du nom
Cette rue porte ce nom car elle conduisait à l'abbaye des Dames de Montmartre.

## Historique
Cette rue existe déjà au XVIIe siècle sous la forme d'un chemin conduisant de la plaine Monceau à l'abbaye des Dames-de-Montmartre dont elle tient son nom. 
Après la Révolution française, elle fait partie de la voirie de la commune de Clichy, puis de celle des Batignolles, après la création de cette commune en 1830. Cette dernière est intégrée à Paris par la loi du 16 juin 1859 et la rue est officiellement intégrée à la voirie parisienne en 1863.
Le 21 mars 1915, une bombe lâchée d'un zeppelin tomba dans cette rue.
À la suite d'un accident ferroviaire survenu dans le tunnel des Batignolles en 1921, ce dernier est détruit entre 1923 et 1926. Les immeubles entre les nos 68 et 74, ainsi que le no 79, sont démolis et un pont est bâti pour franchir la tranchée ferroviaire,.

## Bâtiments remarquables, et lieux de mémoire
- No 23, à l'angle avec la rue Darcet : bistrot "Marcelle & Marcel".
- No 30 : immeuble de 1905 (architectes Louis Merlot et Gustave Poirier)[6].
- No 32-34 : 
  - Le peintre Marcellin Desboutin (1823-1902) avait son premier atelier parisien à cette adresse avec un autre artiste peintre, spécialiste des fleurs, Eugène Cauchois (1850-1911)[7].
  - Le groupe anarchiste La Panthère des Batignolles, actif dans les années 1880, s'y réunissait[8].
- No 44 : ici se trouvait le cinéma Le Météore (1938-1957)[9] transformé en Studio des Dames jusqu'en 1988, un studio d'enregistrement où de nombreux artistes tels que Barbara, Sylvie Vartan, Johnny Hallyday, Dalida, Georges Brassens, Boby Lapointe, Tri Yann ou encore Renaud enregistrèrent leurs disques.
- No 53 : en 1888, à cette adresse de la rue, au croisement de la rue des Batignolles, se trouve l'usine génératrice de la Société électrique du secteur de la place Clichy, bâtie par Paul Friesé en plein cœur d'un îlot d’habitation, au plus proche d’une clientèle solvable, pour diminuer au maximum les coûts de transports de l’électricité[réf. nécessaire]. Sa production alimente l'ensemble du quartier de la place Clichy, qui accueille de nombreux théâtres et restaurants. En 1992, le bâtiment est classé aux monuments historiques[10].

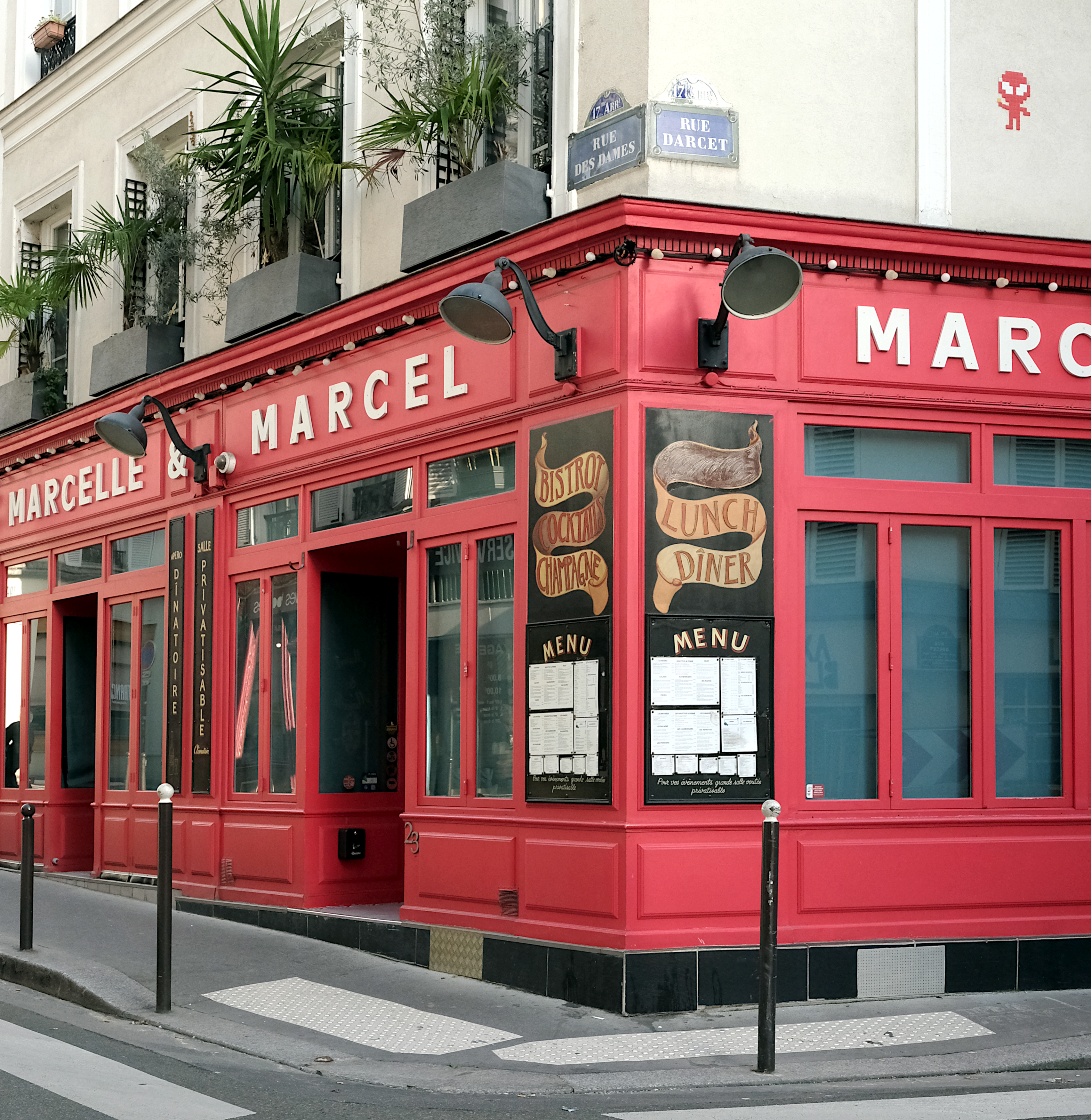
N°23 : bistrot "Marcelle & Marcel".
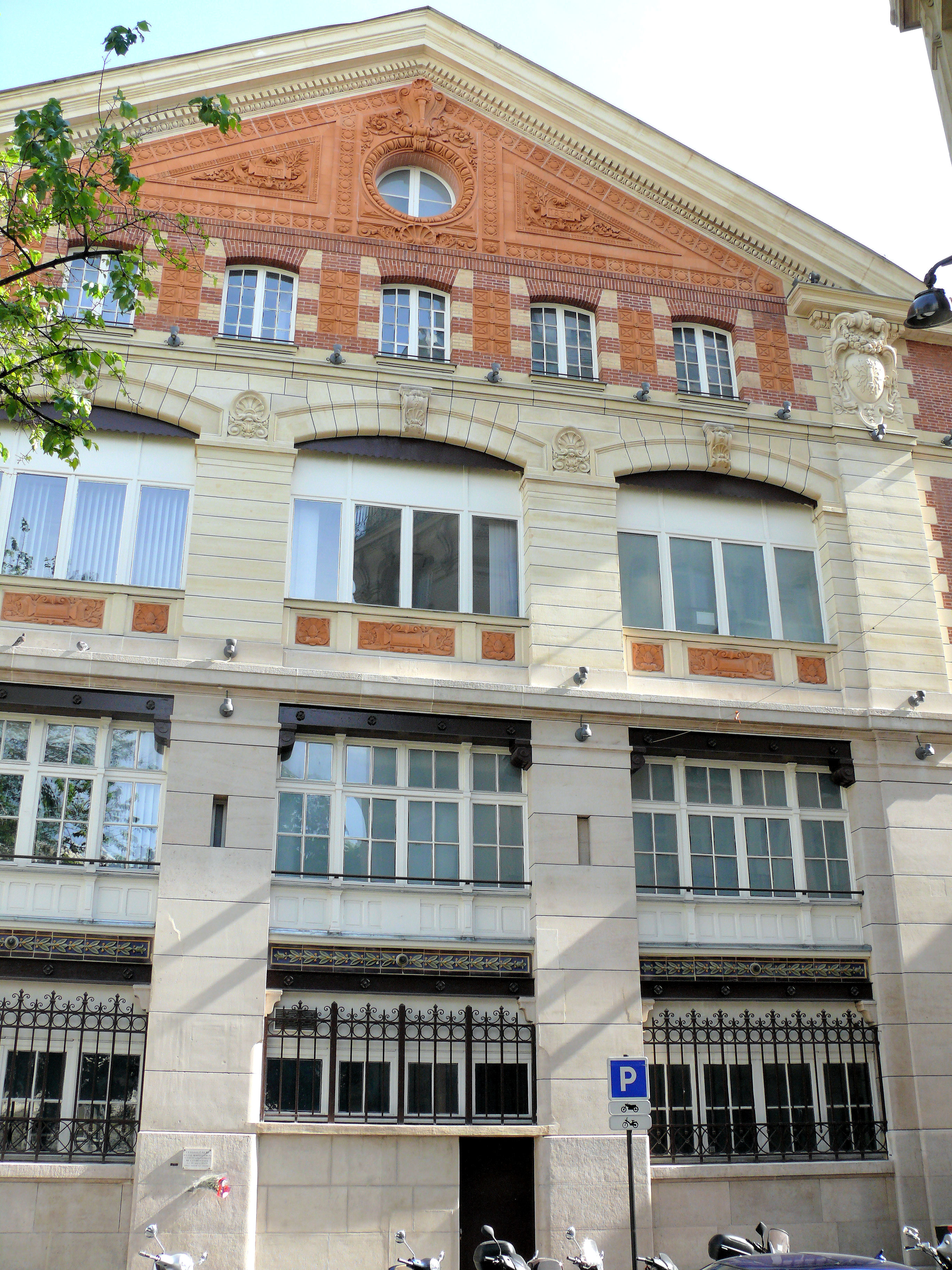
N°53 : l'usine génératrice de la Société électrique du secteur de la place Clichy.
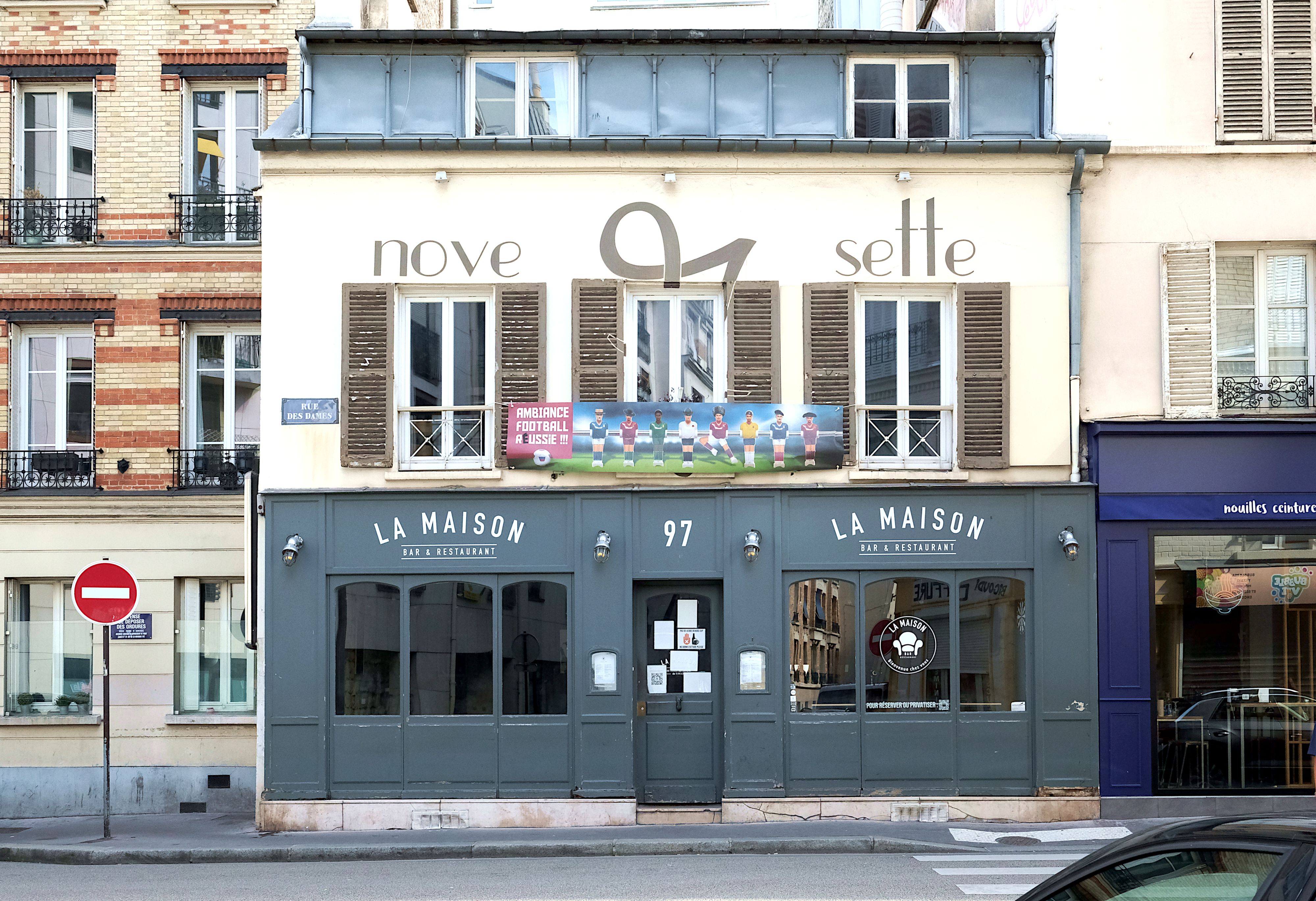
N°97.
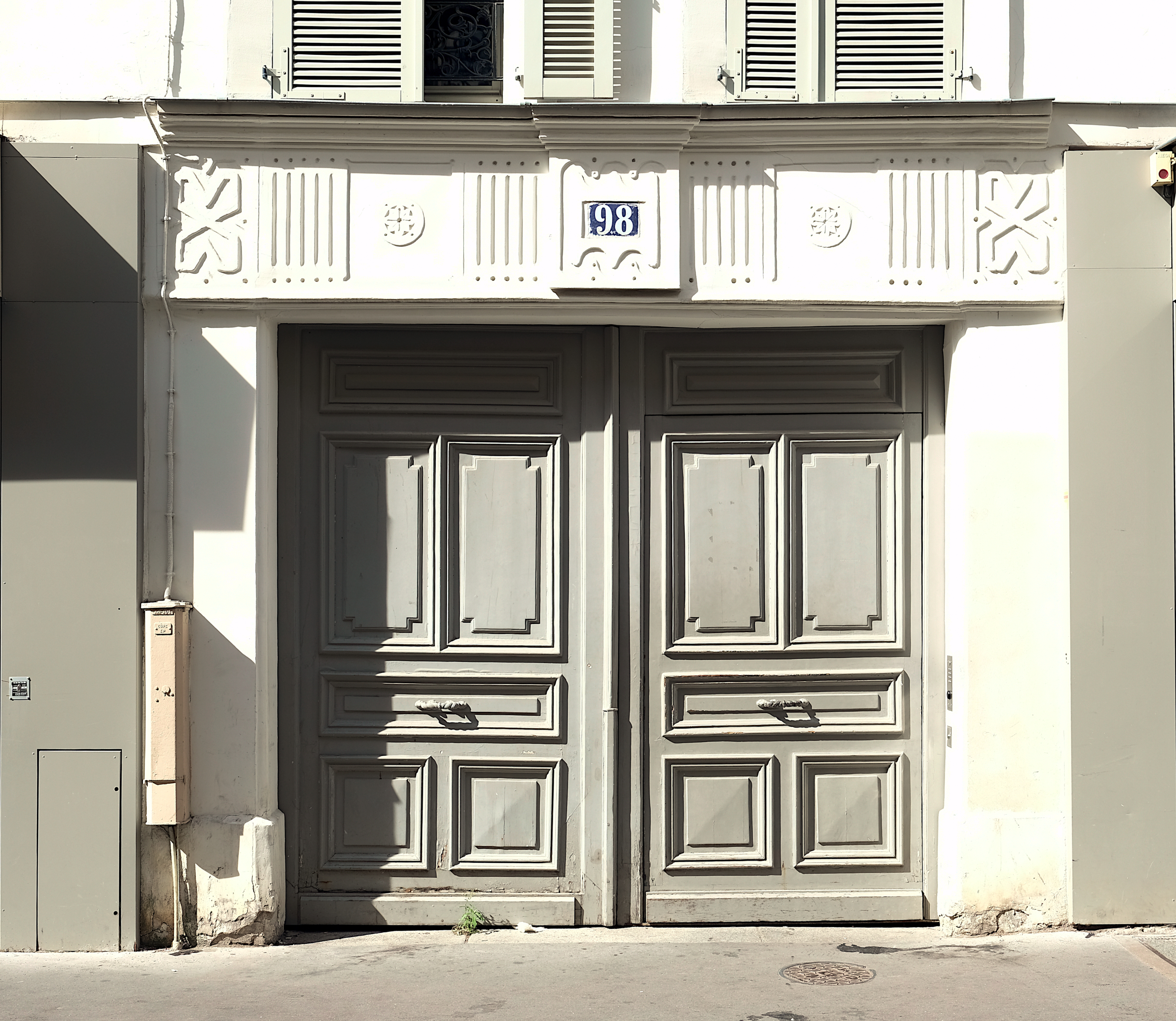
N°98.
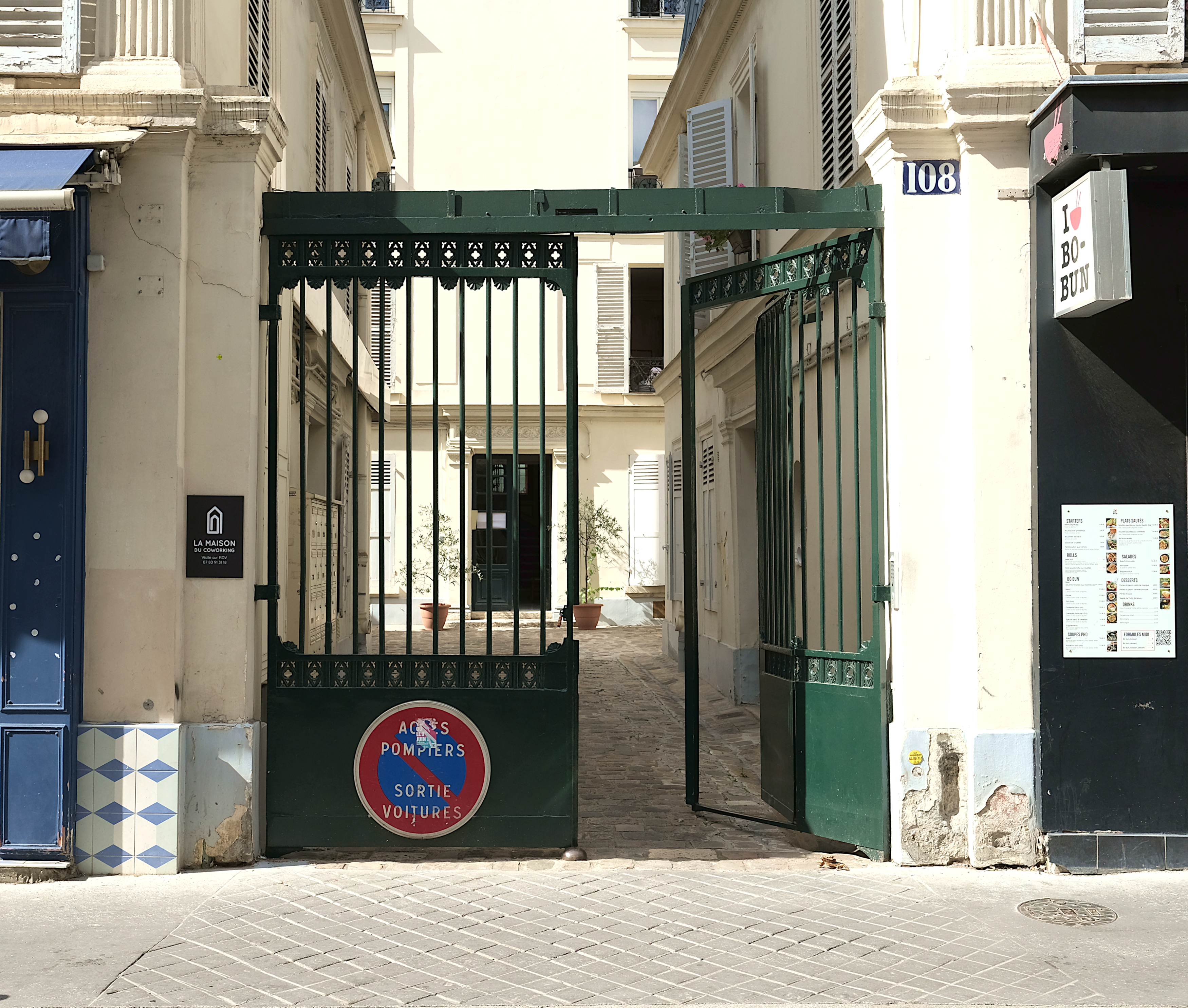
N°108.